# Stenellipsis pantherina
Stenellipsis pantherina är en skalbaggsart som beskrevs av Stefan von Breuning 1959. Stenellipsis pantherina ingår i släktet Stenellipsis och familjen långhorningar. Inga underarter finns listade i Catalogue of Life.